# Francisco de Moncada, III marqués de Aytona (Anton van Dyck)
El Retrato ecuestre de Francisco de Moncada es un óleo sobre lienzo realizado por el pintor Anton Van Dyck. El cuadro data de 1634 y sus dimensiones son 305,2 x 240,3 cm. Actualmente se encuentra en el Museo de Bellas Artes de Valencia y el Museo del Louvre posee una versión idéntica.

## Localización
En cuanto al origen del cuadro, a pesar de que hoy en día se desconoce el lugar de realización, se piensa que el cuadro debió llegar a Valencia varios años atrás. Esta obra, que pertenecía a la colección valenciana del coronel Manuel Montesinos y Molina, llegó a manos del Museo de Bellas Artes de Valencia gracias a la cesión por parte de sus herederos Montesinos Checa y Trenor Montesinos a la Real Academia de Bellas Artes de San Carlos para que la expusiera en el Museo en el 1941. 

## Análisis estilístico
Van Dyck utiliza una composición dinámica y equilibrada acompañada de diagonales y figuras que muestran cierto movimiento para apreciar una mayor fluidez en la representación. La influencia del barroco flamenco en Van Dyck se capta en los colores intensos y contrastados, que, acompañados de una pincelada larga y fluida, destacan los tonos cálidos y ricos en la vestimenta de Moncada y en el caballo, y el contraste dramático con una atmósfera oscura en el fondo que ayuda a que el protagonista de la representación resalte. Además, el autor emplea con destreza un juego de luces y sombras para mostrar las figuras y crear un efecto de espacio, de tridimensionalidad. La luz proviene del lado izquierdo de la composición. Esto, acompañado de la perspectiva utilizada y los escorzos que se muestran en el caballo, crean un espacio en el que Francisco de Moncada es representado. 
El realismo de la obra se comprende a través de los detalles minuciosos en las vestimentas lujosas de Moncada y en los volúmenes y anatomía de su majestuoso caballo. Por otro lado, el efectismo de la obra se transmite mediante una representación dinámica y tensa, seguida de una expresión facial y gestual que expone la serenidad, poder y autoridad de Francisco de Moncada. La combinación de todos estos elementos denotan una atmósfera única y majestuosa en la que Van Dyck representa la nobleza idealizada. 

## Aproximación al significado
En la profundidad simbólica que envuelve la obra, la representación encarna los ideales de poder, autoridad y prestigio asociados con la aristocracia de la época. 
Representa a Francisco de Moncada, tercer marqués de Aytona, un diplomático español el cual también abarcó una serie de oficios como escritor e historiador, militar y gobernante. Nació en 1586, en la ciudad de Valencia, en una familia aristocrática recibiendo desde niño una gran formación tanto humanística como militar. A lo largo de su vida, desempeñó muchos papeles entre ellos fue nombrado embajador de Alemania, fue embajador extraordinario de la Infanta Isabel Clara Eugenia en la ciudad de Flandes, fue militar y gobernador general de los Países Bajos. Bajo este gran cargo, murió en el campo de Goch en el año 1635 sin poder regresar a España. 
Van Dyck decide representar a Don Francisco de Moncada montado a caballo, mirando de frente, vistiendo una armadura completa junto con un cuello blanco y liso que se extiende sobre los hombros. Su mano derecha descansa sobre el bastón de mando, mientras que la izquierda, oculta, sujeta las riendas del caballo. Siguiendo la tradición de los capitanes españoles, su brazo izquierdo está envuelto por la banda roja, la cual ondea suavemente en el viento mientras el caballo avanza al trote.
La expresión facial y la gestualidad de Don Francisco de Moncada se puede interpretar como un alarde a la serenidad y prudencia que dicho gobernador debía atesorar. Además, su falta de expresividad en el rostro, mediante una mirada sensata, se puede interpretar como la transmisión de dominio y control. Su postura regia y serena sugiere un líder seguro de sí mismo y consciente de su posición privilegiada en la sociedad. 
El caballo propone una metáfora de poder militar y destreza en la equitación, además de ser un símbolo de nobleza, elegancia y sobre todo, poder. Sin embargo, Van Dyck no representa a Don Francisco de Moncada como un militar victorioso tras una batalla, sino que se trata de un paseo sosegado que alude a la posición pacifista del representado.
En este retrato, la figura de Francisco de Moncada encarna tanto la auctoritas como la potestas. Su postura erguida y su mirada directa transmiten una autoridad moral y un sentido de prestigio inherente a su posición aristocrática. 
Sin duda, la elección del retrato ecuestre por parte del artista tiene un contexto anterior. La representación de líderes políticos y militares en caballo se remonta a la Antigüedad, con obras como Marco Aurelio ecuestre. Sin embargo, podemos ver como el tipo iconográfico ha cambiado: Francisco de Moncada sostiene un bastón de mando y no dirige un ejército. En la obra Gattamelata, la cual es probablemente la primera escultura ecuestre realizada desde la Antigüedad, revela una semejante serenidad a la obra de Van Dyck, llevando también un bastón de mando. No obstante, la representación se asemeja claramente al Retrato ecuestre del duque de Lerma de Rubens, el cual cogería una inspiración directa de Carlos V en Mühlberg de Tiziano. El primero muestra el mismo esquema compositivo: el representado se encuentra al aire libre destacando una llamativa naturaleza, porta un bastón de mando y el caballo muestra un notorio escorzo. Sin embargo, Van Dyck decide descartar al ejército que Rubens representa en el fondo de su cuadro para recalcar el sentimiento pacifista de Don Francisco de Moncada. 